# Kalkeh Jār (ort i Iran)
Kalkeh Jār (persiska: كَلكِهجار, کلکه جار, Kalkehjār, Jār) är en ort i Iran.   Den ligger i provinsen Kurdistan, i den nordvästra delen av landet, 400 km väster om huvudstaden Teheran. Kalkeh Jār ligger 2 259 meter över havet och antalet invånare är 223.
Terrängen runt Kalkeh Jār är kuperad norrut, men söderut är den platt. Runt Kalkeh Jār är det ganska glesbefolkat, med 28 invånare per kvadratkilometer. Närmaste större samhälle är Takāb, 16,7 km nordost om Kalkeh Jār. Trakten runt Kalkeh Jār består i huvudsak av gräsmarker.